# جون ألين (لاعب كريكت أسترالي)
جون ألين (19 يوليو 1974 - ) (بالإنجليزية: John Allen)‏ هو لاعب كريكت أسترالي.

## وصلات خارجية
- جون ألين على موقع إي آس بي آن كريك إنفو (الإنجليزية)